# الأوج والحضيض الشمسيان

الحضيض والأوج حيث يبدو الحضيض أقرب نقطة إلى الشمس و الأوج أبعد نقطة من الشمس أثناء المدار حول الشمس

الأوج والحضيض الشمسيان، حيث يعرف الحضيض بأنه اقرب نقطة يكون فيها الكوكب من الشمس، ويتسارع الكوكب أثناء اقترابه من نقطة الحضيض، وبعدها يبدأ بالتباطؤ. أما الأوج هو النقطة التي يكون فيها الجسم في المدار بحيث يكون الجسم السماوي أبعد من الشمس.

## نبذة
قد صاغ يوهانس كيبلر كلمات الحضيض والأوج لوصف الحركة المدارية للكواكب. حيث تم تشكيل الكلمات من الحاضرة اليونانية.
أحيانا يتم استخدام الحضيض والأوج بشكل غير صحيح في مدارات الأشياء حول الأجسام الأخرى غير الشمس.

## المعنى الفلكي
وفقًا لقوانين كيبلر للحركة الكوكبية فإن جميع الكواكب والمذنبات والكويكبات في النظام الشمسي لديها مدارات إهليلجية حول الشمس. حيث تنص قوانين نيوتن وأينشتاين الجاذبة على أن المدارات ليست إلا بيضاوية الشكل تقريبًا بسبب الاضطرابات بسبب جاذبية الأجسام الأخرى. كل شكل بيضاوي له نقطتي تركيز والشمس في واحدة من نقاط التركيز هذه للمدارات الإهليلجية. ومن ثم فإن الجسم المداري له أقرب نقطة وأقرب نقطة من الكائن الرئيسي أي الحضيض والأوج.

## التطبيق على الأرض
تبعدالأرض حوالي 147.1 مليون كيلومتر (91.4 مليون ميل) من الشمس في الحضيض بتاريخ 3 يناير ، على النقيض في الأوج تبعد حوالي 152.1 مليون كيلومتر (94.5 مليون ميل) بتاريخ 4 يوليو - حيث يوجد فرق حوالي 5 ملايين كيلومتر (3.1 مليون ميل) . (تتغير هذه التواريخ بمرور الوقت بسبب الحركة الاستباقية والعوامل المدارية الأخرى، والتي تتبع الأنماط الدورية المعروفة بدورات ميلانكوفيتش. للحصول على جدول بهذه التواريخ لسنوات مختلفة انظر قبا.
بسبب زيادة المسافة في الجرف، يقع فقط 93.55 ٪ من الإشعاع الشمسي من الشمس على مساحة معينة من الأرض كما هو الحال في الحضيض. ومع ذلك فإن هذا التذبذب لا يفسر الفصول كما هي عندما يكون الصيف في نصف الكرة الشمالي ويكون الشتاء في نصف الكرة الجنوبي والعكس صحيح. وبدلاً من ذلك تنتج المواسم عن ميل محور الأرض الذي يبعد 23.4 درجة عمودي على مستوى مدار الأرض حول الشمس. وينتشر الشتاء في نصف الكرة الأرضية حيث تسقط أشعة الشمس بشكل أقل وينخفض الصيف حيث تضرب أشعة الشمس بشكل مباشر بغض النظر عن مسافة الأرض عن الشمس.
في النصف الشمالي للكرة الأرضية يحدث الصيف في نفس الوقت . على الرغم من ذلك هناك كتل أرضية أكبر في نصف الكرة الشمالي والتي يسهل تسخينها من البحار. ونتيجة لذلك يكون فصل الصيف أكثر دفئًا بمقدار 2.3 درجة مئوية (4 درجات فهرنهايت) في النصف الشمالي من الكرة الأرضية منه في نصف الكرة الجنوبي تحت ظروف مشابهة.

## مواضيع ذات صلة
- أوج (فلك)
- القبا
- قوانين كبلر